# Leuchtturm De Ven
Der denkmalgeschützte Leuchtturm De Ven liegt am Deich des IJsselmeers im niederländischen Dorf Oosterdijk etwa vier Kilometer von Enkhuizen. Der Turm hat eine Höhe von 15 Metern und eine Feuerhöhe von 17 Meter.

## Geschichte
Der Turm wurde zwischen 1699 und 1700 erbaut und ist damit einer der ältesten Leuchttürme in den Niederlanden. Nach einem Brand im Jahr 1819 wurde der Turm repariert. Seit 1966 ist der Leuchtturm denkmalgeschützt.

## Beschreibung
- Bauzeit: 1699–1700
- Turmhöhe: 15 Meter
- Höhe des Rundstrahllichtes: 17 Meter
- Reichweite des Lichtes: 20 Kilometer
- Lichtstärke: 2.200 Candela
- Denkmalgeschützt: ja, seit 1966
- Radar: nein